# Thorah Island
Thorah Island är en ö i Kanada.   Den ligger i provinsen Ontario, i den sydöstra delen av landet, 300 km väster om huvudstaden Ottawa.
Omgivningarna runt Thorah Island är en mosaik av jordbruksmark och naturlig växtlighet. Runt Thorah Island är det ganska glesbefolkat, med 34 invånare per kvadratkilometer.